# Benedetto Giuseppe Labre
Benedetto Giuseppe Labre, detto il "vagabondo di Dio" (Amettes, 26 marzo 1748 – Roma, 16 aprile 1783), beatificato nel 1860, fu proclamato santo da papa Leone XIII nel 1881.

## Biografia
Nacque in una famiglia numerosa, nella quale i genitori riuscivano a tirare avanti a fatica coltivando un pezzetto di terra e gestendo una piccola merceria. Uno zio parroco si incaricò di dargli i primi insegnamenti scolastici.
Fece domanda per entrare in un monastero trappista, ma non fu accolto; provò con altri monasteri, ma fu sempre respinto; fece un mese di prova in un monastero certosino, ma fu giudicato non idoneo. Riuscì a entrare come novizio nell'abbazia trappista di Sept-Fons, ma dopo otto mesi dovette lasciare il monastero.
Nel 1770, mentre si trovava a Chieri, capì che la sua reale vocazione era di vivere come vagabondo di Dio, predicando il Vangelo con l'esempio di un'umiltà e povertà estreme. Cominciò così a viaggiare per visitare i più famosi santuari europei, e fece pellegrinaggi in Germania, Francia, Spagna e Italia: si calcola che in poco meno di 14 anni abbia percorso circa 30.000 chilometri.
In Italia, il santuario a cui era più legato era quello di Loreto, ma visitò spesso anche Assisi e Bari, per vedere le spoglie di San Nicola. Nel 1771 si recò a Leuca, per pregare presso il famoso santuario di Santa Maria de Finibus Terrae.
Dormiva per strada, vivendo di offerte anche se non chiedeva l'elemosina, e donava ad altri tutto quello che considerava superfluo. Si vestiva in maniera semplice, sulle spalle portava un sacco in cui aveva qualcosa da mangiare e le uniche cose che possedeva erano: un Vangelo, un breviario, il libro Imitazione di Cristo, alcuni libri di devozione spirituale e il rosario che portava al collo.
Il 3 dicembre 1770 arrivò per la prima volta a Roma, dove si fermò stabilmente dal 1777, stabilendosi sotto un'arcata del Colosseo. In breve tempo la sua fama spirituale si diffuse nella città e i suoi consigli spirituali furono richiesti da nobili e cardinali. Un abate, che gestiva un ospizio per vagabondi vicino alla chiesa di San Martino ai Monti, lo convinse tempo dopo a stabilirsi lì.
I romani lo conoscevano come "il pellegrino della Madonna", o "il povero delle Quarantore", o "il penitente del Colosseo". Lo si poteva incontrare nelle chiese dove si svolgevano le quarant'ore. Secondo i trinitari apparteneva anche al terzo Ordine della Santissima Trinità.

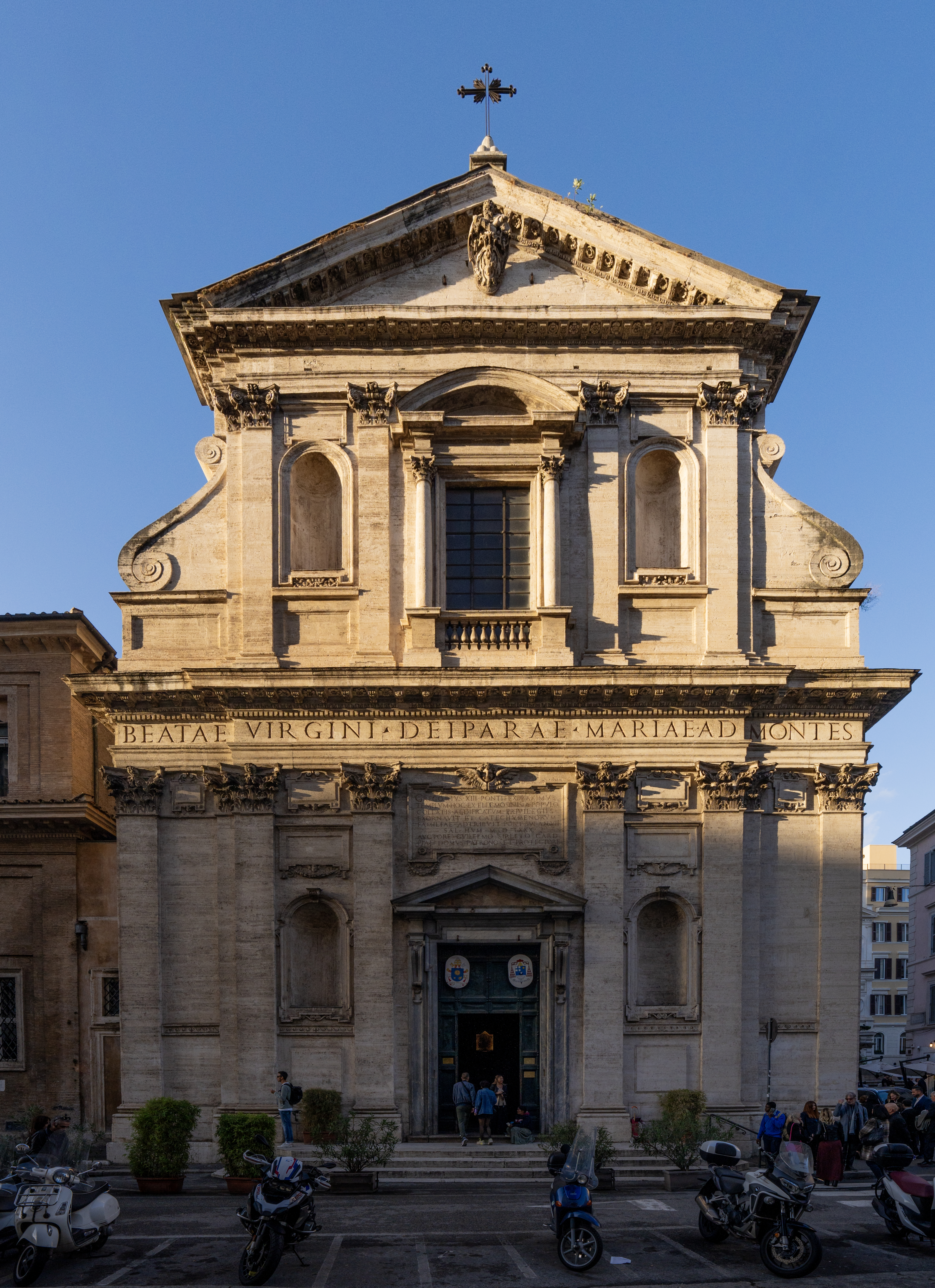
La chiesa di Santa Maria ai Monti

Viste le condizioni di stenti in cui era vissuto, la sua salute peggiorò e il giorno di mercoledì santo del 1783 si sentì male nella chiesa di Santa Maria ai Monti. Fu trasportato nel retrobottega di un macellaio di via dei Serpenti, Francesco Zaccarelli, il quale provvide a chiamare prima un medico, poi un prete. Verso le otto di quella sera il Labre morì, a soli 35 anni.
I suoi funerali videro la presenza di un'enorme folla di ogni ceto. Tanta fu la gente che si recò a visitare le sue spoglie nella chiesa di Santa Maria ai Monti, dove fu esposto il suo corpo, che non fu possibile la celebrazione degli uffici della Settimana Santa. Subito dopo i romani cominciarono a invocarne l'intercessione, recandosi in pellegrinaggio presso la sua tomba. La stanza nella quale morì divenne una cappella. 
La sua fama di santità si diffuse rapidamente in tutta Europa, tanto che il processo di beatificazione incominciò un anno dopo la sua morte. L'8 luglio 1796 fu effettuata la ricognizione giuridica del corpo, per invocare la protezione del futuro santo in vista dell'imminente e temuto arrivo delle truppe francesi. Il giorno dopo, 9 luglio, incominciarono i noti miracoli mariani del 1796. È stata sottolineata la contiguità delle due date. Fu beatificato il 20 maggio 1860 da papa Pio IX e canonizzato l'8 dicembre 1881 da papa Leone XIII. La sua memoria liturgica è il 16 aprile. 
È il santo patrono dell'Hospitalitè de Notre Dame de Lourdes.